# Xianxi (köpinghuvudort i Kina, Zhejiang Sheng, lat 28,42, long 121,07)
Xianxi (kinesiska: 仙溪, 仙溪镇) är en köpinghuvudort i Kina. Den ligger i provinsen Zhejiang, i den östra delen av landet, omkring 220 kilometer sydost om provinshuvudstaden Hangzhou. Antalet invånare är 14 459. Befolkningen består av 7 013 kvinnor och 7 446 män. Barn under 15 år utgör 16,0 %, vuxna 15-64 år 65 %, och äldre över 65 år 17,0 %.
Runt Xianxi är det tätbefolkat, med 819 invånare per kvadratkilometer. Närmaste större samhälle är Daxi, 18,7 km öster om Xianxi. I omgivningarna runt Xianxi växer i huvudsak blandskog.
Genomsnittlig årsnederbörd är 2 023 millimeter. Den regnigaste månaden är juni, med i genomsnitt 334 mm nederbörd, och den torraste är januari, med 74 mm nederbörd.